# Махмуд II
Махму́д II (Магмуд II; нар. 20 липня 1784 — пом. 1 липня 1839) — османський султан у 1808-1839.

## Життєпис
Махмуд — молодший син султана Абдул-Гаміда I та сьомої дружини султана Накшиділь — черкешенки або грузинки за походженням.
Вступив на престол 28 липня 1808 внаслідок державного перевороту, здійсненого Мустафою-пашою Байрактаром. Проводячи політику централізації держави, здійснив ряд реформ. У 1826 видав наказ про формування регулярної армії і розпустив яничарський корпус. У 1834 ліквідував воєнно-ленну систему, запровадив новий адміністративний устрій країни. В 1836—1838 створив за європейським зразком міністерства внутрішніх і закордонних справ, міністерство фінансів.
За Махмуда II значно посилилась національно-визвольна боротьба балканських народів, яка призвела до здобуття незалежності Грецією (1830) та автономії Сербією, Молдавією і Валахією. За правління Махмуда II Османська імперія зазнала поразки у збройній боротьбі з єгипетським пашою Мухамедом Алі.
Під час Російсько-турецької війни 1828—1829 частина козаків Задунайської Січі на чолі з кошовим отаманом Йосипом Гладким перейшла на бік російських військ, що призвело до ліквідації задунайського козацького війська.
Помер від туберкульозу легень та цирозу печінки.

## Сім'я

### Жінки та наложниці
- Хаджиє Пертевпіяле Невфідан Кадин-ефенді (4 січня 1793 — 25 січень 1855 ; шлюб укладений в 1808 році)
- Ашубіджан Кадин-ефенді (1793 — 10 червень або 10 липня [6] 1870 ; шлюб укладений в 1808 році)
- Безміалем-султан (1807 / 1808 — 2 травня 1853; шлюб укладений в 1822 році)
- Переста Кадин-ефенді (квітень 1804 — 16 лютий 186)
- Хюснімелек Кадин-ефенді (нар. 1807)
- Пертевніял-султан (1810 / 1812 — 5 лютого 1883; шлюб укладений в 1829 році)
- Фатьма Кадин-ефенді (пом. лютий 1809)
- Зернігар Кадин-ефенді (пом. 1830 [5] / 1832і)
- Хаджиє Хошьяр Кадин-ефенді [6] (пом. 1859; шлюб укладений в 1811 році [5])
- Первізфелек Кадин-ефенді (пом. 21 вересня 1863)
- Лебрізфелек Кадин-ефенді (пом. 13 лютого 1865
- Нуртаб Кадин-ефенді (пом. Січень 1886)
- Міслінаяб Кадин-ефенді
- Ебурефтар Кадин-ефенді
- Алідженаб Кадин-ефенді
- Тір'ял Кадин-ефенді (українка)
- Керімов Кадин-ефенді
- Гюльджемаль Кадин-ефенді

### Сини
- Баязид (27 березня — 25 червень 1812)
- Шехзаде Мурад (25 грудня 1812 — 14 липень 1813)
- Шехзаде Абдулхаміт (28 січня / 6 березня 1813 — 20 квітень 1825; мати Алідженаб Кадин-ефенді)
- Шехзаде Осман (квітень / 12 червня 1813 — 10 квітня 1814; мати Хаджі Пертевпіяле Невфідан Кадин-ефенді)
- Шехзаде Ахмед (25 липня 1814 — 16 червень / 16 липня 1815)
- Шехзаде Мехмед (26 серпня — листопад 1814)
- Шехзаде Сулейман (29 серпня 1817 / 22 листопада 1818 — 14 / 15 грудня 1819)
- Шехзаде Ахмед (30 серпня / 15 грудня — грудень 1819)
- Шехзаде Ахмед (13 жовтня — грудня 1819)
- Шехзаде Абдулла (нар. і пом. 1820)
- Шехзаде Махмуд (18 лютого 1822—1829)
- Шехзаде Мехмед (18 лютого — 23 вересня / 23 жовтня 1822)
- Шехзаде Ахмед (6 липня 1822 — 9 квітня 1823)
- Абдул-Меджид I (23 квітня 1823 — 25 червень 1861; мати Безміалем-султан)
- Шехзаде Ахмед (5 грудня 1823—1824)
- Шехзаде Абдулхаміт (18 лютого 1827—1829)
- Абдул-Азіз (9 вересня 1830 — 4 червня 1876, мати Пертевніял-султан)
- Шехзаде Нізамеддін (29 грудня 1833 / 6 грудня 1835 — лютий / березень 1838; мати Тір'ял Кадин-ефенді)
- Шехзаде Кемаледдін

### Доньки
- Фатьма-султан (4 лютого — 5 серпня 1809; мати Фатьма Кадин-ефенді або хадж Пертевпіяле Невфідан Кадин-ефенді)
- Айше-султан (5 липня / 6 серпня 1809 — лютий 1810 ; мати Ашубіджан Кадин-ефенді)
- Фатьма-султан (30 квітня 1810 / 19 квітня 1811 — 7 травня 1825; мати Хаджі Пертевпіяле Невфідан Кадин-ефенді)
- Салиха-султан (16 червня 1811 — 5 лютого 1843; мати Ашубіджан Кадин-ефенді) — 25 травня 1834 вийшла заміж за Капудана Гюрджієв Халіля Рифата-пашу (пом. 3 березня 1856), від якого народила двох синів і дочку.
- Шах-султан (22 / 23 травня — ? 1812 / вересня 1814)
- Міхрімах-султан (9 / 10 червня 1812 — 3 / 12 липня 1838; мати Хаджі Хошьяр Кадин-ефенді) — 20 / 28квітня 1836 роки вийшла заміж за Капудана Бурсали Мехмеда Саїда-пашу (1798 / 1805—1868), від якого народила сина Абдуллу (р. і пом. 3 липня 1838) .
- Еміне-султан (12 червня1813 — 24 вересня 1816; мати Хаджі Пертевпіяле Невфідан Кадин-ефенді)
- Шах-султан (14 жовтня 1814 — 13 квітень 1817)
- Еміне-султан (7 січня 1815 — 24 вересень 1816; мати Хаджі Пертевпіяле Невфідан Кадин-ефенді)
- Зейнеб-султан (18 квітня 1815 — лютий 1816; мати Хаджі Хошьяр Кадин-ефенді)
- Хаміда-султан (17 липня — ? 1817)
- Хаміда-султан (4 липня 1818 — 15 лютий 1819)
- Атіе-султан (2 січня / 11 лютого 1824 — 11 серпня 1850; мати Первізфелек Кадин-ефенді) — 8 серпня 1840 вийшла заміж за Радосизаде Ахмеда Фетхи-пашу (1801 — 19 березня 1854), від якого народила доньок сеніе і Феріде).
- Мюніре-султан (16 жовтня 1824 -23 травня 1825)
- Хатідже-султан (6 вересня 1825 — 19 січень 1842; мати Первізфелек Кадин-ефенді)
- Адиле-султан (23 / 30травня 1826 — 12 лютий 1899; мати Зернігар Кадин-ефенді, прийомна мати Невфідан) — 12 червень 1845 роки вийшла заміж за великого візира Мехмеда Алі-пашу (1813 — 26 червень 1868) від якого народила сина і трьох дочок.
- Фатьма-султан (20 липня 1828 — 2 жовтня 1830; мати Первізфелек Кадин-ефенді)
- Хайріє-султан (23 січня -? +1831)
- Хайріє-султан (22 березня 1831 / 12 січня 1832 — 15 лютого 1833)